# Santiago Reig Aguilar-Tablada
Santiago Reig Aguilar-Tablada (Alcoi, 1865 - 1924) fou un advocat i polític valencià, alcalde d'Alcoi i diputat a les Corts Espanyoles durant la restauració borbònica
Es llicencià en dret, treballà per a l'empresa La Eléctrica Alcoyana i al Monte de Piedad de Alcoy. Membre del Partit Liberal (sector demòcrata liderat per José Canalejas y Méndez), de 1902 a 1909 fou alcalde d'Alcoi i a les eleccions generals espanyoles de 1910 fou elegit diputat per Dénia. A la mort de Canalejas es va apartar de la política.